# Zentralamerika- und Karibikspiele 2014/Badminton
Badminton war eine Sportart der in Veracruz, Mexiko, ausgetragenen 22. Zentralamerika- und Karibikspiele. Das Badmintonturnier fand vom 23. bis zum 28. November im Omega Complex statt.

## Medaillengewinner
| Disziplin    | Gold | Silber | Bronze                                                                               |
| ------------ | --- | --- | ------------------------------------------------------------------------------------ |
| Herreneinzel | Kevin Cordón | Osleni Guerrero | Rodolfo Ramírez                                                                      |
| Herreneinzel | Kevin Cordón | Osleni Guerrero | Lino Muñoz                                                                           |
| Dameneinzel  | Haramara Gaitan | Nikte Sotomayor | Mariana Ugalde                                                                       |
| Dameneinzel  | Haramara Gaitan | Nikte Sotomayor | Berónica Vivieca                                                                     |
| Herrendoppel | Kevin Cordón Anibal Marroquín | Rodolfo Ramírez Jonathan Solís                                                                                                 | Leodannis Martínez Ernesto Reyes                                                     |
| Herrendoppel | Kevin Cordón Anibal Marroquín | Rodolfo Ramírez Jonathan Solís                                                                                                 | Job Castillo Antonio Ocegueda                                                        |
| Damendoppel  | Haramara Gaitan Sabrina Solis | Cynthia González Mariana Ugalde                                                                                                | Beatriz Ramos Nikte Sotomayor                                                        |
| Damendoppel  | Haramara Gaitan Sabrina Solis | Cynthia González Mariana Ugalde                                                                                                | Adriana Artiz Ataury Taymara Oropesa                                                 |
| Mixed        | Osleni Guerrero Taymara Oropesa | Job Castillo Sabrina Solis | Jonathan Solís Nikte Sotomayor                                                       |
| Mixed        | Osleni Guerrero Taymara Oropesa | Job Castillo Sabrina Solis | Anibal Marroquín Beatriz Ramos                                                       |
| Mannschaft   | Guatemala Jonathan Solís Nikte Sotomayor Beatriz Ramos Aníbal Marroquin María del Valle Ana Lucia de Leon Rodolfo Ramírez Kevin Cordón | Mexiko Lino Muñoz Haramara Gaitan Job Castillo Antonio Ocegueda Arturo Hernández Cynthia González Mariana Ugalde Sabrina Solis | Kuba Osleni Guerrero Leodannis Martínez Ernesto Reyes Tahimara Oropeza Adriana Artiz |